# Triticale
O triticale (× Triticosecale Wittmack) é um cereal híbrido, resultado da hibridação de duas espécies distintas, o trigo (Triticum aestivum L.) e o centeio (Secale cereale L.).

## Caraterísticas
Apresenta rusticidade e tolerância a condições desfavoráveis de acidez do solo, em especial com referência à toxicidade de alumínio, e são bastante tolerantes ao déficit hídrico, podendo ser cultivados em regiões classificadas como ecologicamente marginais à cultura de trigo. A produção de leite, ovos, aves ou suínos depende de um produto energético produzido, preferencialmente, na própria unidade de produção agrícola. Para isso, produtos como triticale tornam-se importantes, uma vez que este pode, à semelhança de milho, servir de importante fonte de nutrientes nesses sistemas de exploração. O período de colheita de triticale coincide com o fim da entressafra de milho, podendo, assim, o híbrido ser usado na formulação de rações, apesar de apresentar menos energia que o milho, que é considerado padrão como alimento energético em rações, porém apresenta concentração de proteínas superior à do milho.
De bom potencial produtivo, é altamente tolerante à acidez nociva dos solos tolerando também déficit hídrico. Áreas para semeadura e metodologias destinadas ao triticale normalmente não são adequadas ou não permitem desenvolvimento satisfatório do trigo e/ou da cevada, por limitarem a produção dessas espécies, reduzindo a lucratividade.

## Utilização
Os grãos de triticale são utilizados principalmente para a alimentação animal e, em menor quantidade, na alimentação humana. Como cultura de cobertura, contribui efetivamente para manutenção do sistema agrícola, principalmente em sistema de semeadura direta na palha, proporcionando boa cobertura vegetal para a cultura sucessora, mesmo em áreas com baixa fertilidade e/ou solos arenosos.

## Produção
Nos países produtores, incremento em área de cultivo vem ocorrendo desde 2000 (média de +9,2% a.a.), com pequeno declínio em 2006 e novos acréscimos para as safras de 2007 e 2008. O principal produtor é a Polônia, com 1,33 milhão de hectares colhidos, sendo que os seis maiores países produtores, com área colhida superior a 240 mil hectares, contabilizam mais de três milhões de hectares. O Brasil foi o país que mais apresentou redução na área semeada entre 2006 e 2008 (-25,2%), seguido da Suécia (-10%), enquanto que Áustria (+96%), Lituânia (+50%), Chéquia (+41%), Bielorrússia (+22%), Romênia (+16%), Turquia (+14%), Polônia (+12%) e Austrália (+11%) tiveram incrementos superiores a 10%. Alemanha, China, Dinamarca, Espanha, França e Hungria apresentaram variações, positivas ou negativas, porém não expressivas no período. A produtividade de grãos mundial média em 2008 foi de 3.927 kg ha-1.

### No Brasil
No Brasil, entre os anos de 2000 e 2004 houve estabilização de área de triticale entre 109 e 126 mil hectares, com valor máximo de 134.868 hectares colhidos, registrado em 2005. A partir de 2007, a área vem decrescendo, sendo os 69.350 hectares contabilizados em 2009, a menor safra dos últimos nove anos. Em 2009 a produtividade média nacional de grãos de triticale foi de 2.157 kg ha 1, inferior ao ano anterior (2.441 kg ha-1), e expressivamente inferior a média mundial de 2009. Deve-se, no entanto, ao realizar a comparação de rendimento médio de grãos, considerar o tipo de planta cultivada. No país, são semeadas cultivares de triticale de hábito primaveril, a exemplo da Austrália, com rendimentos semelhantes ao brasileiro. Entretanto, países como Alemanha, França, Polônia, Suécia e outros, que cultivam triticale de hábito invernal, de ciclo mais longo e exigentes em vernalização, possuem rendimento potencial médio de grãos de 5.000 kg ha-1.
Existem cultivos de triticale nos estados do Rio Grande do Sul, Santa Catarina, Paraná, Mato Grosso do Sul, São Paulo e em Minas Gerais. Entretanto, nas informações disponibilizadas pelo IBGE, Mato Grosso do Sul e Minas Gerais não são citados. Paraná e São Paulo colheram as maiores áreas, tendo São Paulo também apresentado o maior rendimento médio de grãos em 2009. Juntos, Paraná e São Paulo respondem por 86% da produção nacional de grãos de triticale.
Em 2010 é esperada redução da ordem de 2,8% na área nacional de triticale relativa a 2009, com diminuição no Paraná e em Santa Catarina. Incrementos próximos de 40% são esperados no Rio Grande do Sul, embora com área pouco expressiva na produção brasileira, média 2009/2010 inferior a 10%, apesar desse estado ter contribuído significativamente na produção do cereal no passado.
No Paraná e em Santa Catarina o destino principal dos grãos colhidos foi à indústria de ração animal, com o objetivo de baratear o custo de produção de suínos e aves, seja pela substituição parcial ou total do milho e parcial de farelo de soja, cotado em julho de 2009 a R$ 850,00/t.
A condição meteorológica nos locais de cultivo de triticale durante a estação de crescimento e desenvolvimento das plantas durante a safra de 2009 foi considerado insatisfatório em todos os Estados produtores. O regime pluviométrico foi excessivo a partir do espigamento até a colheita das plantas, favorecendo a incidência de brusone mais ao norte da região produtora e de giberela, no sul, reduzindo a produtividade e a qualidade dos grãos produzidos.